# 토끼쥐
토끼쥐 또는 털발바닥토끼쥐(Reithrodon auritus)는 비단털쥐과에 속하는 설치류의 일종이다. 남아메리카 남부 지역의 토착종이다.

## 아종
- Reithrodon auritus auritus - 아르헨티나 중부
- Reithrodon auritus caurinus - 아르헨티나 북부
- Reithrodon auritus cuniculoides - 아르헨티나 남부, 칠레 동부
- Reithrodon auritus pachycephalus - 티에라델푸에고 제도